# Municipio de Surahammar
Surahammar (en sueco: Surahammars kommun) es un municipio de la provincia de Västmanland, Suecia. Su sede se encuentra en la localidad de Surahammar. El municipio actual se creó en 1963 cuando la ciudad de Surahammar se fusionó con Ramnäs y Sura.

## Localidades
Hay tres áreas urbanas (tätort) en el municipio:
| # | Tätort     | Población |
| - | ---------- | --------- |
| 1 | Surahammar | 6394      |
| 2 | Ramnäs     | 1332      |
| 3 | Virsbo     | 1320      |

## Ciudades hermanas
Surahammar esta hermanado o tiene tratado de cooperación con:
- Juupajoki, Finlandia
- Nore og Uvdal, Noruega
- Wahlstedt, Alemania
- Tarvastu, Estonia
- Kamienna Góra, Polonia